# Lobateuchus parisii
Lobateuchus parisii är en skalbaggsart som beskrevs av Montreuil, Génier och Nel 2010. Lobateuchus parisii ingår i släktet Lobateuchus och familjen bladhorningar. Inga underarter finns listade i Catalogue of Life.